# Комовские
Космовские (Комовские) — дворянский род, происходящий от польского шляхтича Яна Космовского, которому в 1621 году Сигизмунд III пожаловал поместье в Смоленском воеводстве.
Его внуки в 1655 году поступили в русское подданство, а один из правнуков, Осип Борисович, переселился на Украину и стал писаться Комовским. Из этого рода был Дмитрий Григорьевич Комовский, отец Александра, Василия и Сергея Комовских.
Род Космовских был внесён Герольдией в VI часть Дворянской родословной книги Санкт-Петербургской губернии Российской империи.

## Описание герба
В щите, имеющем красное поле по сторонам серебряной стрелы, летящей вверх, изображены четыре золотые шестиугольные звезды и одна такого же металла над стрелою.
Щит увенчан обыкновенным дворянским шлемом с дворянскою на нем короною, на поверхности которой, видна выходящая лисица. Намёт на щите красный, подложенный серебром. Герб рода Космовских внесён в Часть 6 Общего гербовника дворянских родов Всероссийской империи, стр. 90.